# Shake It Up (альбом Бони Джеймса и Рик Брауна)
Shake It Up (с англ. — «Встряхнись») — шестой студийный альбом американского саксофониста Бони Джеймса, вышедший в 2000 году.

## Об альбоме
«Лейбл Warner Bros выпустил свой самый лучший дуэтный альбом в жанре Smooth Jazz, который был записан совместно с Риком Брауном, заключившим соглашение с этой звукозаписывающей компанией. Их сотрудничество было успешным, так как на Shake It Up Джеймс и Браун по-новому открыли свои таланты перед слушателями, не придерживаясь старых стереотипов. Первоначально, в особенности в прекрасной композиции „R.S.V.P.“, совместная игра на трубах Джеймса и Брауна хорошо сочетается со звучанием клавишных и „искрящимися“ джазовыми импровизациями. Однако позднее труба Джеймс звучит в низкой тональности, но Рик Браун же, играет на более высоком звуке» — считает рецензент Allmusic. «Song for My Father» является кавер-версией на песню Хораса Сильвера.

## Список композиций
| №                   | Название                                                     | Автор(ы)                                           | Длительность |
| ------------------- | ------------------------------------------------------------ | -------------------------------------------------- | ------------ |
| 1.                  | «R.S.V.P.»                                                   | Rick Braun, Paul Brown, Jim Oppenheim, David Woods | 4:43         |
| 2.                  | «Grazin' in the Grass»                                       | Harry Elston, Philemon Hou                         | 5:08         |
| 3.                  | «More Than You Know»                                         | Braun, Brown, Oppenheim, Darrell Smith             | 4:32         |
| 4.                  | «Shake It Up»                                                | Braun, Brown, Oppenheim, Carl Burnett              | 4:03         |
| 5.                  | «Central Ave.»                                               | Brown                                              | 4:09         |
| 6.                  | «Love's Like That» (при уч. Fourplay)                        | Braun, Brown, Oppenheim                            | 4:28         |
| 7.                  | «Song for My Father» (кавер-версия на песню Хораса Сильвера) | Horace Silver                                      | 5:58         |
| 8.                  | «Chain Reaction»                                             | Braun, Brown, Oppenheim, Michael Egizi, Joe Sample | 5:05         |
| 9.                  | «The Stars Above»                                            | Oppenheim, Phil Davis                              | 5:09         |
| 10.                 | «Grazin' in the Grass» (вокальная версия)                    |                                                    | 4:21         |
| Общая длительность: | Общая длительность:                                          | Общая длительность:                                | 47:36        |

| №                   | Название                                                                                           | Длительность |
| ------------------- | -------------------------------------------------------------------------------------------------- | ------------ |
| 1.                  | «Segment One» (Grazin' in the Grass • Shake It Up • More Than You Know)                            | 13:43        |
| 2.                  | «Segment Two» (Central Avenue • Song for My Father • Grazin' in the Grass (Can You Dig It? Vocal)) | 13:50        |
| Общая длительность: | Общая длительность:                                                                                | 27:33        |

## Участники записи
- Бони Джеймс — клавишные, аранжировка, тенор-саксофон
- Ларри Кимпел — бас
- Боб Демарко, Ларри Клэптон, Рон Лоуренс, Тони Мэйден — гитара
- Александра Браун, Сью Анн Кавелл — вокал
- Паулино да Коста — перкуссия
- Фил Дэвис — электрическое пианино
- Рик Браун — труба

## Позиции в чартах
| Чарт (2000)            | Высшая позиция |
| ---------------------- | -------------- |
| Top R&B/Hip-Hop Albums | 32             |
| Billboard 200          | 78             |
| Jazz Albums            | 1              |